# Mecyna sefidalis
Mecyna sefidalis là một loài bướm đêm trong họ Crambidae.